# Praça do Comendador Infante Passanha
A Praça do Comendador Infante Passanha, igualmente conhecida como Largo do Comendador Infante Passanha, é um espaço público na vila de Ferreira do Alentejo, no Distrito de Beja, em Portugal.  Está classificada como Monumento de Interesse Municipal.

## Descrição
A Praça do Comendador Infante Passanha é um espaço de forma rectangular e arborizado, no núcleo histórico da vila de Ferreira do Alentejo. No centro foi construída uma placa em calçada portuguesa, onde foi colocado um monumento a Infante Passanha, composto por um busto de bronze sobre um pedestral de forma piramidal. Está situada junto à Igreja Matriz.

## História
A praça é muito antiga, como pode ser comprovado devido à presença da Igreja Matriz, que foi construída originalmente em 1320. Era conhecida originalmente como o rossio da vila. Durante muitos anos, foi o centro político e religioso da vila, estando aí situada a Igreja Matriz e a Câmara Municipal, e sendo o ponto de irradiação das principais ruas, como a Rua Longa, posteriormente renomeada para Rua Capitão Mouzinho. A partir do século XIX, a vila de Ferreira do Alentejo conheceu uma fase de renovação urbana, quando as principais famílias do concelho iniciaram a construção de vários palacetes, situados principalmente no rossio ou nas suas imediações. Também estavam situadas na rossio a Capela de Santo António, e a Igreja do Espírito Santo, que foi demolida.

## Ligações Externas
- Praça do Comendador Infante Passanha na base de dados Ulysses da Direção-Geral do Património Cultural
- Praça do Comendador Infante Passanha na base de dados SIPA da Direção-Geral do Património Cultural
- «Fotografia da Praça do Comendador Infante Passanha, no sítio electrónico PBase»